# Laubwand
Die Laubwand, auch Lawand, ist ein 2312 Meter hoher Gipfel im Steinernen Meer, ungefähr 200 m nordnordöstlich der Mauerscharte. Der Gipfel befindet sich an der Grenze zwischen Österreich und Deutschland. Das Erscheinungsbild der Laubwand ist von Westen von ihrem grasigen Gipfelplateau geprägt, nach Osten fallen steile Felswände in Richtung Blühnbachtal ab. Die Laubwand gilt als schöner Aussichtsberg, da man von hier aus den östlichen Teil des Steinernen Meeres überblicken kann.

## Routen zum Gipfel
- von der Wasseralm über den Berg Neuhütter weglos, aber unschwierig zu erreichen
- von der Mauerscharte über steile Schrofen (Schwierigkeitsgrad I)
- vom nordöstlich gelegenen Blühnbachtörl (Schwierigkeitsgrad I)